# 시니강
시니강(타갈로그어: sinigang)는 필리핀의 국이다. 타마린드 등으로 신 맛을 낸다. 필리핀의 국민 음식 가운데 하나로 여겨진다.

## 종류

### 주재료에 따른 분류
- 시니강 나 굴라이(sinigang na gulay) – 채소
- 시니강 나 마노크(sinigang na manok) – 닭고기
- 시니강 나 바보이(sinigang na baboy) – 돼지고기
- 시니강 나 바카(sinigang na baka) – 쇠고기
- 시니강 나 수그포(sinigang na sugpo) – 새우
- 시니강 나 알라망(sinigang na alamang) – 크릴
- 시니강 나 이스다(sinigang na isda) – 생선
- 시니강 나 히폰(sinigang na hipon) – 생이

### 신맛 재료에 따른 분류
- 시니강 나 바야바스(sinigang sa bayabas) – 구아바
- 시니강 나 삼팔로크(sinigang sa sampalok) – 타마린드
- 시니강 나 산톨(sinigang sa santol) – 산톨
- 시니강 나 리몬(sinigang sa limon) – 레몬
- 시니강 나 카미아스(sinigang sa kamias) – 빌림비
- 시니강 나 망가(sinigang sa mangga) – 망고

## 만들기
고기, 생선, 해산물, 채소 등으로 국물을 내고, 타마린드, 레몬, 칼라만시 등의 즙으로 신맛을 더한다. 쌀밥과 함께 먹는다.

## 사진

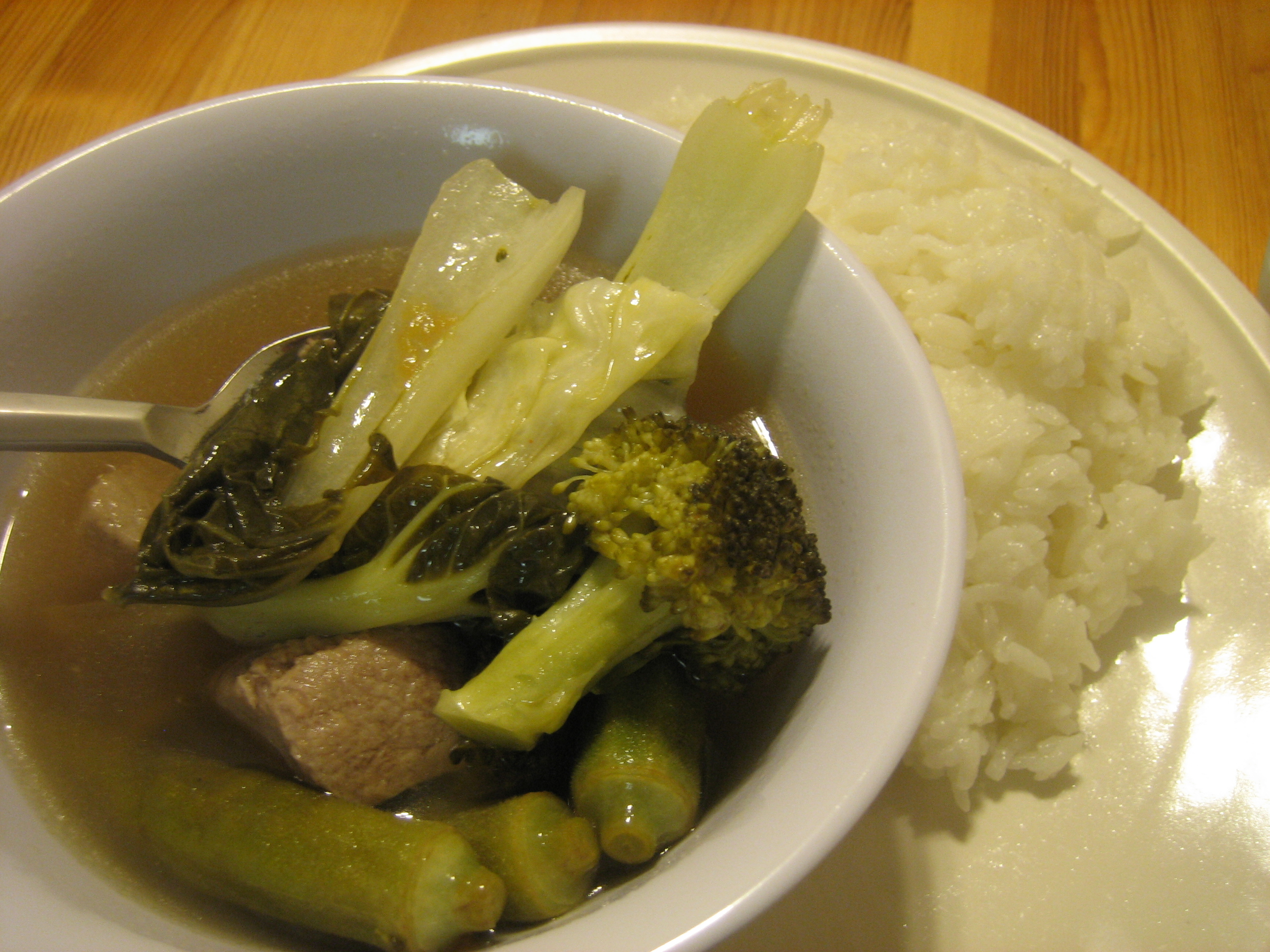
시니강 나 바보이(돼지고기 시니강)

## 같이 보기
- 까인 쭈어
- 똠 얌
- 삼로 마쭈